# Kamal Ghalayni
Kamal Ghalayni ist ein ehemaliger libanesischer Radrennfahrer.

## Sportliche Laufbahn
Ghalayni war im Straßenradsport aktiv und Teilnehmer der Olympischen Sommerspiele 1980 in Moskau. Das olympische Straßenrennen beendete er nicht.